# Dennie Moore

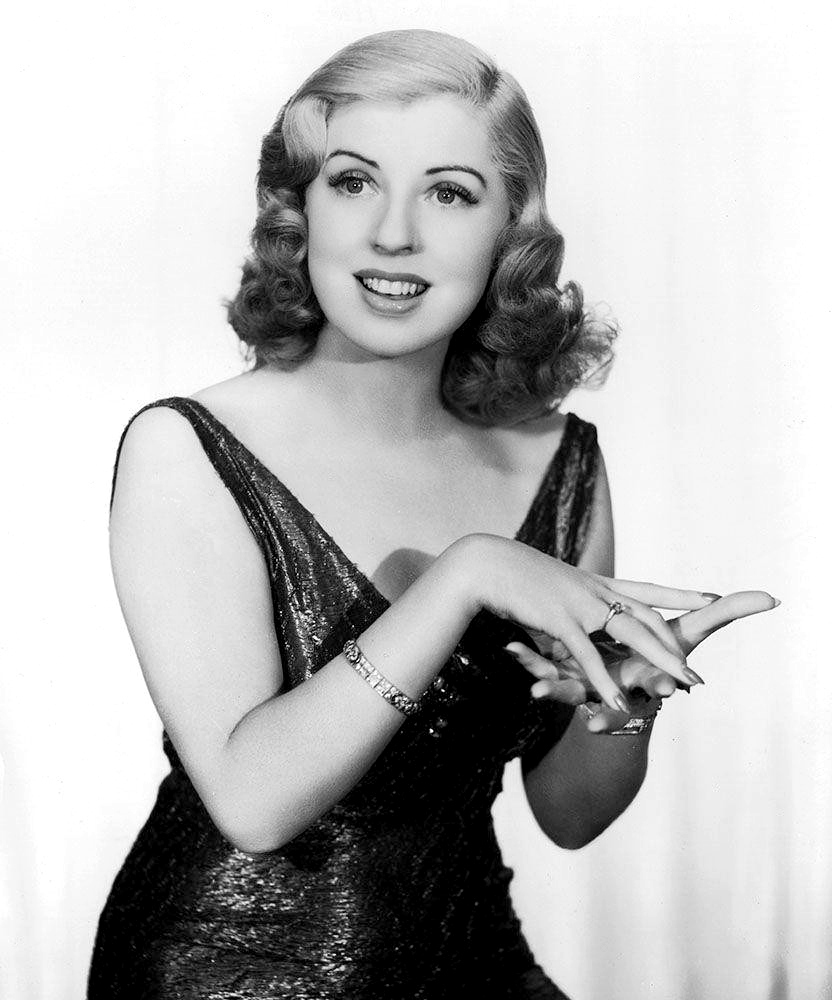
Dennie Moore, 1930-tal.

Dennie Moore, född Florence Moore 30 december 1902 i New York, död 22 februari 1978 i samma stad, var en amerikansk skådespelare. Moore debuterade på Broadway 1927. Hon hann med att spela ett tjugotal teaterroller i New York innan hon 1935 började spela i Hollywoodfilmer. Hon var verksam inom filmen fram till 1951. Efter en sista teaterroll i en uppsättning av Anne Franks dagbok som hon spelade under mitten av 1950-talet lämnade hon skådespelaryrket.

## Filmografi (i urval)
- 1936 – Meet Nero Wolfe
- 1937 – Ängeln
- 1937 – Den fulländade mannen
- 1939 – Kvinnorna
- 1939 – Ungkarlsmamman
- 1941 – Vingar ovan molnen
- 1949 – Bruden från hamnen
- 1951 – Skaffa mej en man